# Carrier Air Wing Seventeen
Das Carrier Air Wing Seventeen (CVW-17) ist ein Flugzeugträgergeschwader der United States Navy.

## Geschichte

### Zweiter Weltkrieg

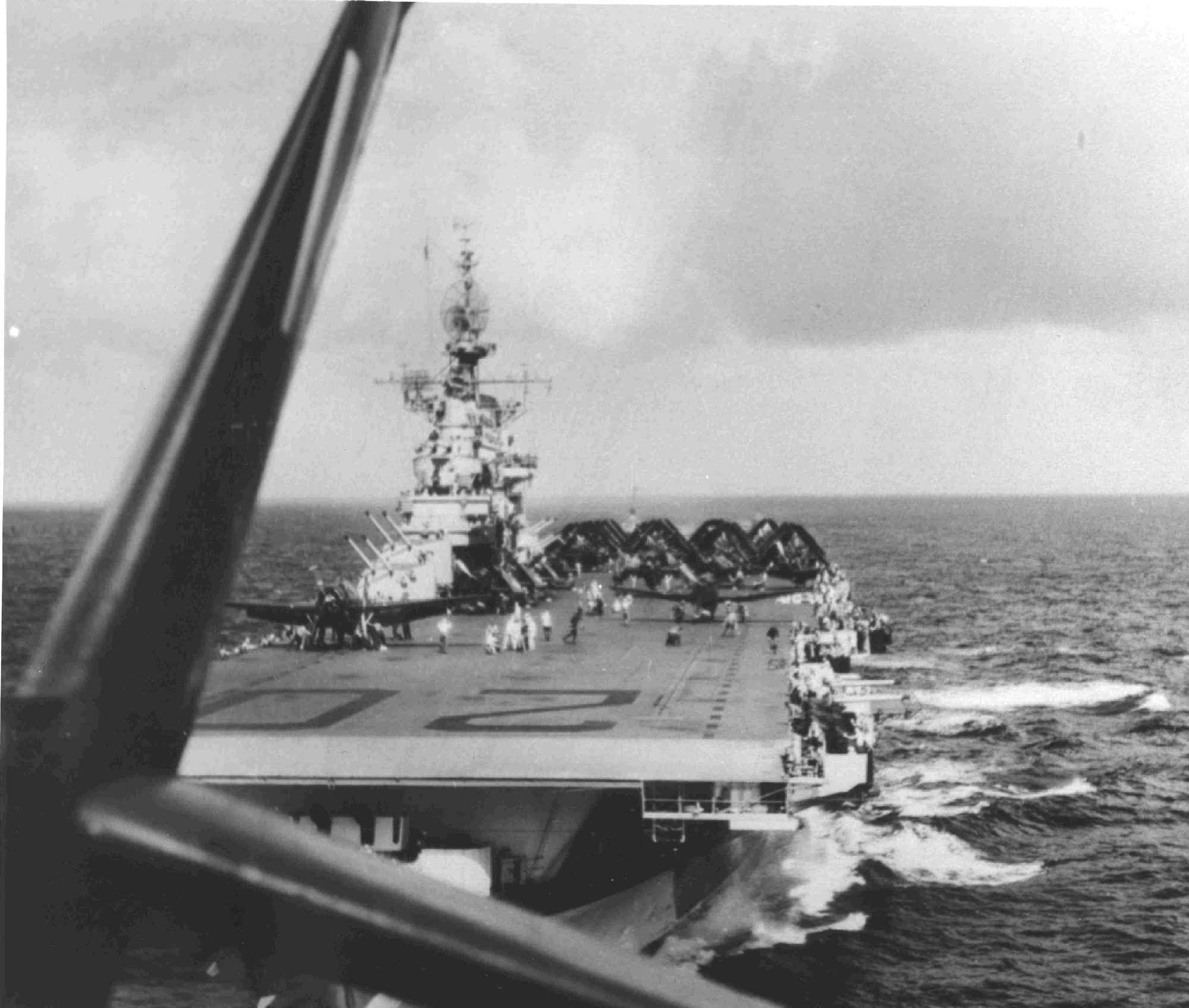
CVG-82 auf der USS Bennington 1944

Carrier Air Wing SEVENTEEN wurde am 1. April 1944, während des Zweiten Weltkrieges, als Carrier Air Group 82 (CVG-82) aufgestellt.
Zum Geschwader gehörten die Jagdstaffel VF-82 (Grumman F6F Hellcat), VB-82 (Curtiss SB2C Helldiver), VT-82 Grumman TBM Avenger und die Jagdstaffeln des USMC VMF-112 und VMF-123 (Vought F4U Corsair). Das Geschwader wurde am 29. September 1944 dem neuen Flugzeugträger Bennington zugeteilt. Nach Trainingsfahrten an der Ostküste der USA und bei Hawaii erreichte die Bennington mit CVG-82 am 7. Februar 1945 die 5. Flotte. Neun Tage später flog CVG-82 die ersten Angriffe auf Ziele bei Tokio, vor allem die Flugplätze Nachijo Jima, Nanpo Shoto, Mikatagahara und Hamamatsu. Vom 20. bis 22. Februar unterstützte das Geschwader die Invasion von Iwojima. Drei Tage später wurden wieder Angriffe auf den Raum Tokio geflogen. Im März wurden Ziele in der japanischen Inlandsee angegriffen und auf der Insel Okinawa angegriffen, um die dortige Landung zu unterstützen. Am 7. April 1945 waren die Flugzeuge des CVG-82 an der Versenkung des Schlachtschiffs Yamato beteiligt, das in einer Selbstmord-Mission gegen die US-Streitkräfte eingesetzt werden sollte. Das Geschwader flog bis in den Juni 1945 weiter Angriffe zur Unterstützung der US-Truppen auf Okinawa. Am 17. Juni schließlich wurde das Geschwader auf der Bennington durch die Carrier Air Group One abgelöst und auf dem Geleitträger White Plains in die USA verlegt. Während des Einsatzes auf der Bennington wurden dem Geschwader 167 abgeschossene und 220 am Boden zerstörte Feindflugzeuge zuerkannt. Gleichzeitig verlor das Geschwader 40 Piloten und 13 weitere Besatzungsmitglieder, was 25 % der Sollstärke entsprach.

### 1940er und 1950er Jahre

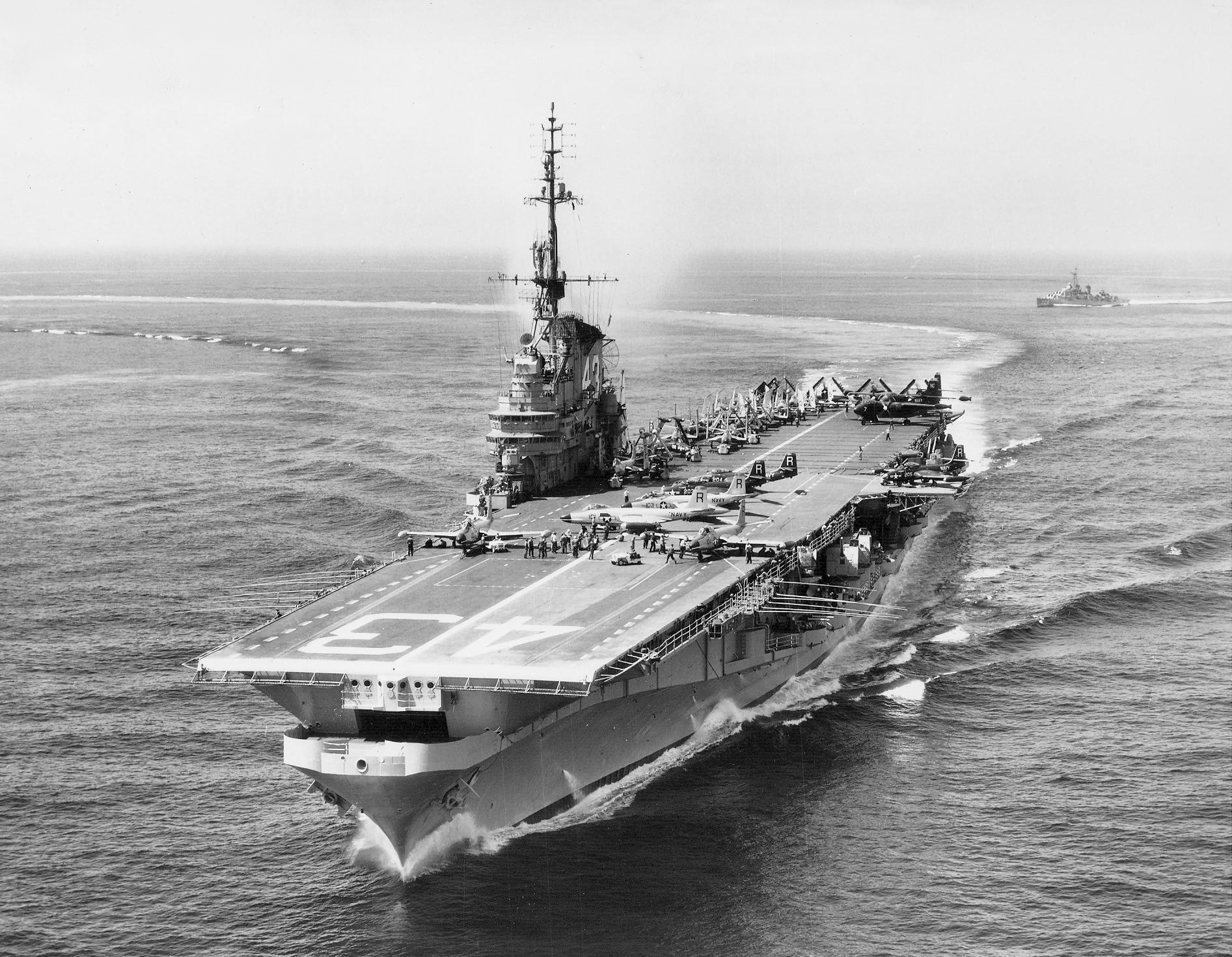
CVG-17 auf der USS Coral Sea

Nach dem Zweiten Weltkrieg wurde das Geschwader der Atlantikflotte zugeteilt. Im Oktober 1946 erfolgte der erste Nachkriegseinsatz des Geschwaders an Bord der Randolph. Während dieses Einsatzes wurde Carrier Air Group 82 am 16. November 1946 in Carrier Air Group Seventeen (CVG-17) umbenannt. Bis 1953 machte das Geschwader insgesamt acht Einsatzfahrten ins Mittelmeer auf den Trägern Randolph, Midway, Franklin D. Roosevelt und Coral Sea. Zwischen September 1953 und Mai 1954 umrundete CVG-17 an Bord der Wasp die Erde. 1955 folgte eine weitere Einsatzfahrt auf der Coral Sea ins Mittelmeer. Bis März 1958 machte das Geschwader dann wieder drei Einsatzfahrten auf dem Träger Franklin D. Roosevelt. Um der Gefahr einer sowjetischen Intervention während der Suez-Krise vorzubeugen, wurde das Geschwader auf der Franklin D. Roosevelt im November 1956 zusammen mit der Forrestal von Norfolk (Virginia) ins Mittelmeer entsandt, um die dort stationierten Flugzeugträger Randolph und Coral Sea zu unterstützen. Am 16. September 1958 wurde CVG-17 dann außer Dienst gestellt.

### Reaktivierung: 1966 bis heute

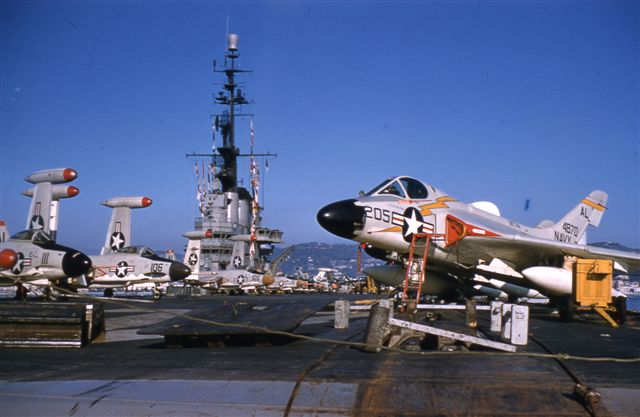
F4D-1 der VF-74 auf der USS Franklin D. Roosevelt

Am 1. November 1966 wurde das nun als Carrier Air Wing Seventeen (CVW-17) bezeichnete Geschwader für die Atlantikflotte reaktiviert. Bis 1982 blieb das Geschwader dem Flugzeugträger Forrestal stationiert. Die erste Einsatzfahrt führte das Geschwader zwischen Juni und September 1967 nach Vietnam. Nach vier Einsatztagen mit 150 Einsätzen kam es am 29. Juli 1967 zu einem katastrophalen Unfall, als eine fehlgezündete Zuni-Rakete zwischen den einsatzbereiten Flugzeugen detonierte. In der Folge kamen 134 Besatzungsmitglieder ums Leben, 62 wurden verletzt, 26 Flugzeuge wurden zerstört und 40 beschädigt.
Nach der Reparatur folgten zwischen 1968 und 1982 weitere elf Einsatzfahrten auf der Forrestal ins Mittelmeer. Während der Einsatzfahrt 1974 deckten die Flugzeuge des Geschwaders die Evakuierung von US-Bürgern von Zypern, während des griechisch-türkischen Konfliktes auf Zypern und der darauf folgenden türkischen Invasion im Juli 1974. 1976 läutete der US-Präsident Gerald Ford die Feierlichkeiten zur 200-Jahr-Feier der Amerikanischen Revolution an Bord der Forrestal ein.
Am 15. Januar 1978 befand sich die Forrestal ca. 60 km vor Florida, als eine A-7E Corsair der Staffel VA-81 bei der Landung abstürzte und in eine weitere A-7E und eine EA-6B Prowler krachte. Zwei Besatzungsmitglieder starben, 10 wurden verletzt. Im März 1981 befand sich das Geschwader wieder im Mittelmeer, als zwei F-14A Tomcat der Nimitz zwei libysche Flugzeuge abschossen. Während an der Forrestal ab November 1982 das 3-jährige SLEP durchgeführt wurde, wurde CVW-17 auf der Saratoga stationiert.

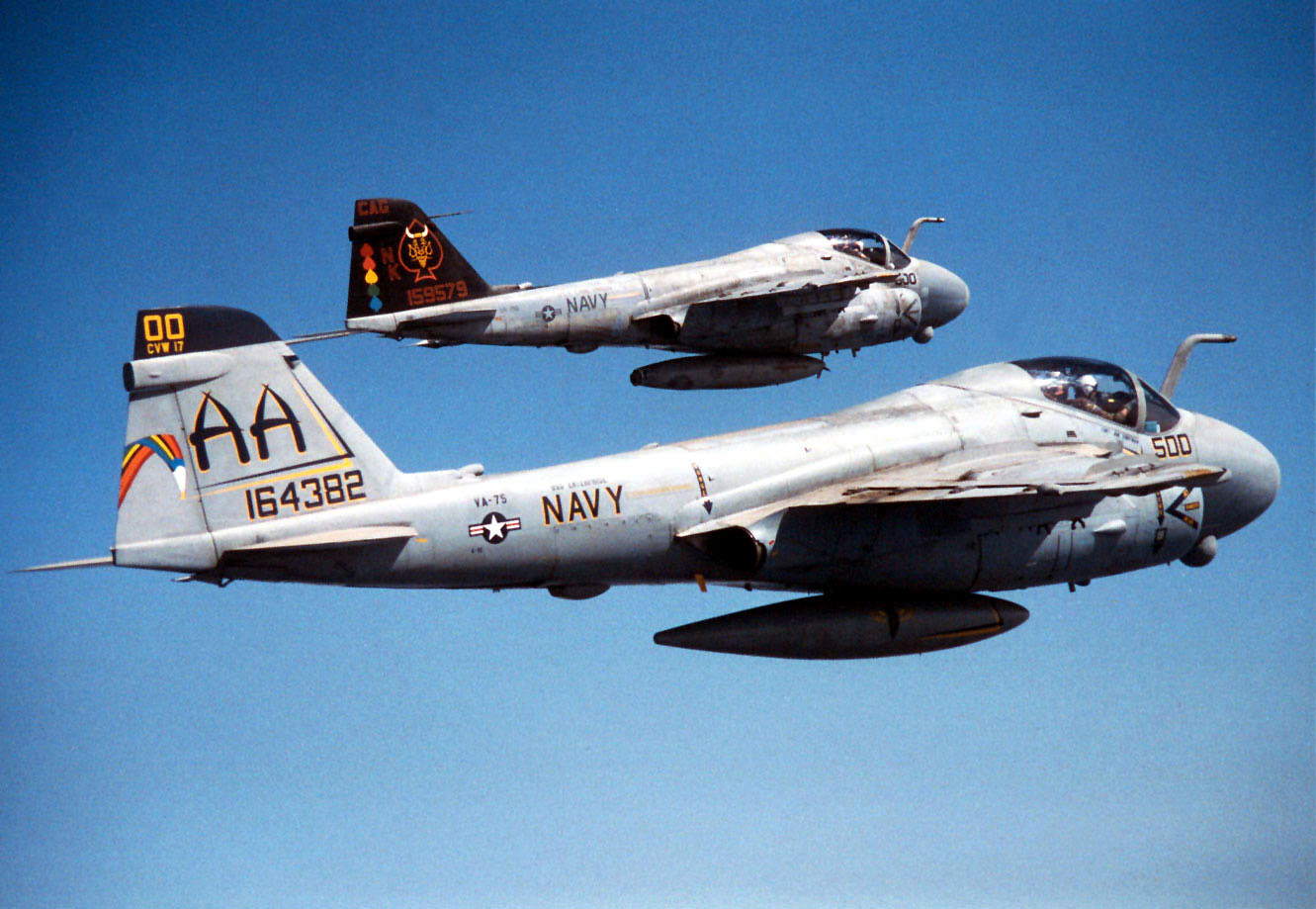
A-6E Intruder der USS Enterprise 1996

Bis 1994 war CVW-17 für sechs Einsatzfahrten der Saratoga zugeteilt. Am 10. Oktober 1985 fingen F-14A Tomcat der Staffeln VF-74 Be-Devilers und VF-103 Sluggers eine Boeing 737 ab, in der die Entführer des italienischen Passagierschiffs Achille Lauro flogen und zwangen diese zur Landung auf dem US-Stützpunkt Sigonella in Italien. Im April 1986 wurden die Flugzeuge des Geschwaders zur Bombardierung von Zielen in Libyen während der Operation El Dorado Canyon eingesetzt. Beteiligt waren neben Einheiten der USAF auch CVW-13 von der Coral Sea und CVW-1 von der America. 1991 war CVW-17 bei der Operation Desert Storm eingesetzt. Das Geschwader flog 43 Tage kontinuierlich Einsätze im Irak. Insgesamt warfen die Flugzeuge des Geschwaders circa 1.800 to an Waffen ab. Eine F/A-18C Hornet der Staffel VFA-81 und eine F-14A Tomcat der Staffel VF-103 wurden abgeschossen.
1988 war CVW-17 für einige Wochen auf der Independence stationiert, 1993 auf der Constellation. 1992 waren die Flugzeuge des CVW-17 zu Überwachungsflügen über Jugoslawien (Operationen Deny Flight and Provide Promise) und über dem Irak bei der Operation Southern Watch eingesetzt.
Nach der Außerdienststellung der Saratoga wurde CVW-17 im Juni 1996 auf der Enterprise stationiert. 1998 folgte eine Einsatzfahrt auf der Dwight D. Eisenhower, 2000, 2002 und 2006 war CVW-17 für drei Einsatzfahrten auf der George Washington stationiert, 2004 auf der John F. Kennedy. Seit 2003 war das Geschwader laufend im Irak eingesetzt. Staffeln des CVW-17 spielten eine Schlüsselrolle in der Unterstützung der Bodentruppen während der Operationen in Fallujah, die am 7. November 2003 begannen. Während des Höhepunktes der Kämpfe flogen Staffeln des CVW-17 im Durchschnitt 38 Einsätze am Tag. Das CVW-17 flog 8296 Einsätze mit insgesamt 21.824 Flugstunden. Davon 4396 Einsätze mit 11.607 Flugstunden während der Operation Iraqi Freedom, in denen sie rund 27 Tonnen Kampfmittel abwarfen und verschossen. VFA-34 warf dabei die ersten beiden 250 kg JDAM-Präzisionsbomben ab, die helfen sollen, mit ihrer im Vergleich geringen Sprengkraft die Kollateralschäden zu minimieren.

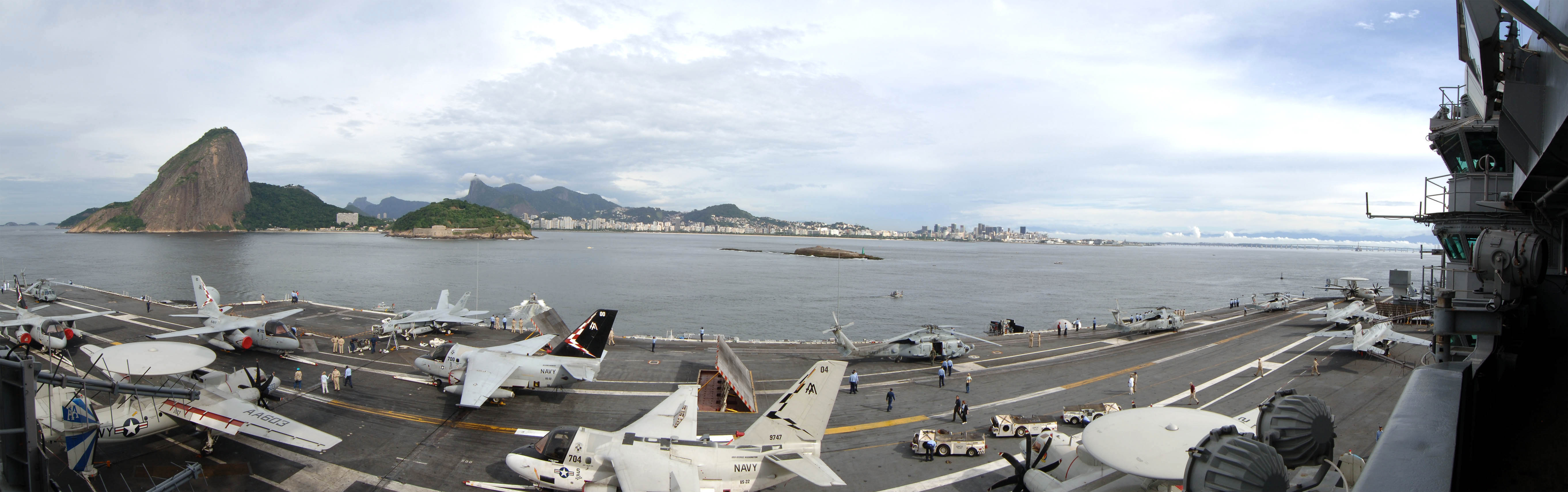
CVW-17 an Deck der George Washington im April 2008

Vom 7. April bis 27. Mai 2008 war CVW-17 wohl vorerst das letzte Mal auf der George Washington eingesetzt. Der Träger ersetzt die Kitty Hawk in Japan und übernimmt das dort stationierte Geschwader CVW-5. CVW-17 umrundete mit der George Washington Südamerika. Allerdings waren die vier Jagdbomberstaffeln durch die des CVW-7 ersetzt, deren Träger, die Dwight D. Eisenhower in der Werft weilte. Es waren dies die Staffeln VFA-83, VFA-103, VFA-131 und VFA-143, die auch die Geschwaderkennung „AG“ (von CVW-7) behielten.
CVW-17 ist zurzeit auf der Carl Vinson im Einsatz, welche vor Haiti liegt, um die Bewohner der dortigen Erdbeben-Katastrophe mit Hilfsgütern zu versorgen und Verletzte auf den Flugzeugträger auszufliegen, wo sie medizinische Hilfe erhalten sollen.

## Aktuelle Zusammensetzung
Seit 1945 gibt es bei der U.S. Navy ein festes System zur Identifizierung von Geschwadern oder Staffeln (Visual Identification System for Naval Aircraft). Anfänglich bestand dies aus geometrischen Mustern auf dem Heckleitwerk („Tailcode“). Da diese jedoch schwer zu merken oder zu beschreiben waren, wurden schon im Juni 1945 Buchstaben eingeführt, um die Geschwader zu unterscheiden. CVG-17 hatte den Tailcode „R“. 1957 wurden die einzelnen Buchstaben durch doppelte ersetzt. Im Allgemeinen haben die Geschwader der Atlantikflotte als ersten Buchstaben ein „A“, die der Pazifikflotte ein „N“. Die Carrier Air Group Seventeen erkannte man 1958 an dem Tailcode „AL“. Als das Geschwader 1966 wieder aufgestellt wurde, bekam es den bis 2012 gültigen Code „AA“ zugeteilt. Nachdem die Carl Vinson 2010 zur Pazifikflotte wechselte, änderte man 2013 den Tailcode auf NA. Die einzelnen Staffeln des Geschwaders werden in 100ter-Schritten durchnummeriert, das Flugzeug des Geschwaderkommandeurs (Commander, Air Group (CAG)) erkennt man an der auf „00“ endenden taktischen Nummer.

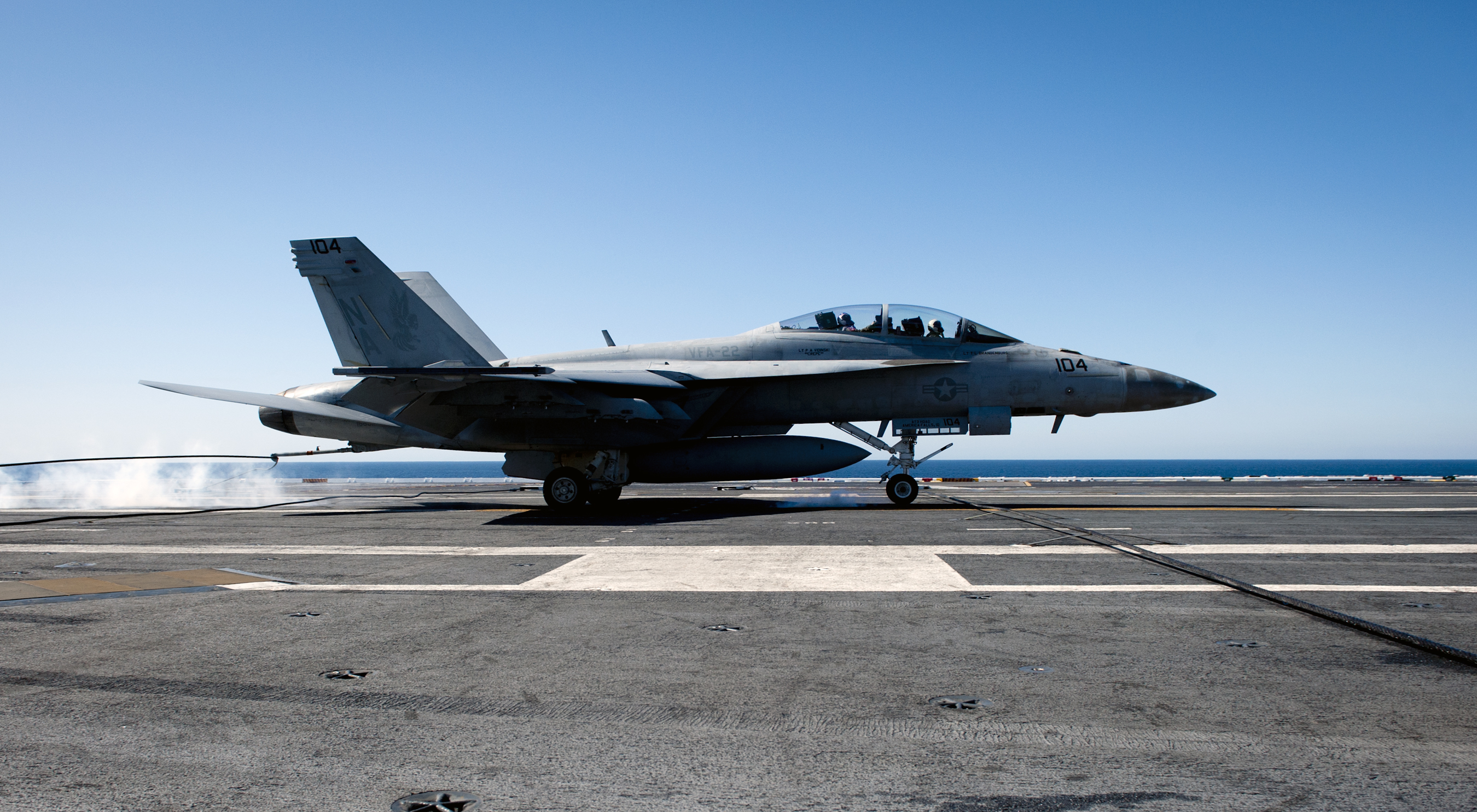
F/A-18F der Staffel VFA-22 des CVW-17 im Jahr 2013 auf der USS Carl Vinson mit dem neuen Leitwerkscode „NA“

Dem Carrier Air Wing 17 (CVW-17) gehören aktuell (Juni 2010, CVN-70 USS Carl Vinson) folgenden Staffeln an:
| taktische Nummer | Staffel       | Flugzeugtyp                      | Spitzname         | Radio Callsign  |
| ---------------- | ------------- | -------------------------------- | ----------------- | --------------- |
| ab 100           | VFA-22        | Boeing F/A-18F Super Hornet      | Fighting Redcocks | Beef            |
| ab 200           | VFA-25        | Boeing F/A-18E Super Hornet      | Fist of the Fleet | Fist            |
| ab 300           | VFA-81        | Boeing F/A-18E Super Hornet      | Sunliners         | Liner           |
| ab 400           | VFA-113       | McDonnell Douglas F/A-18C Hornet | Stingers          | Stinger         |
| ab 500           | VAQ-134       | Grumman EA-6B Prowler            | Garudas           | Garuda          |
| ab 600           | VAW-125       | Grumman E-2C Hawkeye 2000 NP     | Tigertails        | Tiger/Tigertail |
| ab 610           | HS-15         | Sikorsky SH-60F/HH-60H Seahawk   | Red Lions         | Red Lion        |
| xx               | VRC-30 Det. 4 | Grumman C-2A Greyhound           | Rawhides          | Rawhide         |